# Convención de Tejeros
La Convención de Tejeros (como nombre alternativo también están Asamblea de Tejeros o Congreso de Tejeros) fue una reunión celebrada entre las dos facciones del Katipunan, Magdiwang y Magdalo en San Francisco de Malabon (actual General Trias), el 22 de marzo de 1897. Podrían considerarse las primeras elecciones presidenciales en la historia filipina, aunque solo pudieron votar los miembros del Katipunan y no la población general.

## Propósito y resultados
La convención fue convocada para discutir la defensa de Cavite contra los españoles durante la revolución filipina. El entonces gobernador general, Camilo de Polavieja, había recuperado gran parte de Cavite en sí. En su lugar, la convención se convirtió en una elección para decidir los líderes del movimiento revolucionario, sin pasar por el Consejo Supremo.
Andrés Bonifacio, el líder del Katipunan presidió la elección. Se aseguró por aprobación unánime que la decisión final no sería cuestionada.
| Candidato            | Facción              | Resultados | Resultados |
| Candidato            | Facción              | Votes      | %          |
| -------------------- | -------------------- | ---------- | ---------- |
| Emilio Aguinaldo     | Magdalo              | 146        | 57.03%     |
| Andrés Bonifacio     | Magdiwang            | 80         | 31.25%     |
| Mariano Trías        | Magdiwang            | 30         | 11.72%     |
| Votos válidos        | Votos válidos        | 256        | 100.00%    |
| Votos totales        | Votos totales        | 256        | 100.00%    |
| Votantes registrados | Votantes registrados | 256        | 100.00%    |